# Norvegia ai Giochi della XXIX Olimpiade
La Norvegia ha partecipato ai Giochi della XXIX Olimpiade di Pechino, svoltisi dall'8 al 24 agosto 2008, con una delegazione di 84 atleti.

## Medaglie
| Medaglia | Atleta              | Sport            | Evento                          |
| -------- | ------------------- | ---------------- | ------------------------------- |
| Oro      | Andreas Thorkildsen | Atletica leggera | Lancio del giavellotto maschile |
| Oro      | Norvegia            | Pallamano        | Torneo femminile                |
| Oro      | Olaf Tufte          | Canottaggio      | Singolo maschile                |
| Argento  | Nina Solheim        | Taekwondo        | +67 kg femminile                |
| Argento  | Alexander Dale Oen  | Nuoto            | 100 m rana maschili             |
| Argento  | Tore Brovold        | Tiro             | Skeet maschile                  |
| Argento  | Kjersti Plätzer     | Atletica leggera | Marcia 20 km femminile          |
| Argento  | Eirik Verås Larsen  | Canoa/kayak      | K1 1000 m maschile              |
| Bronzo   | Sara Nordenstam     | Nuoto            | 200 m rana femminili            |

## Atletica leggera
| Gara                     | Atleta              | Batterie | Batterie | Quarti | Quarti | Semifinali  | Semifinali  | Finale | Finale |
| Gara                     | Atleta              | Tempo    | Pos.     | Tempo  | Pos.   | Tempo       | Pos.        | Tempo  | Pos.   |
| ------------------------ | ------------------- | -------- | -------- | ------ | ------ | ----------- | ----------- | ------ | ------ |
| 100 m maschili           | Jaysuma Saidy Ndure | 10"37    | 3        | 10"14  | 4      |             |             |        |        |
| 200 m maschili           | Jaysuma Saidy Ndure | 20"54    | 2        | 40"45  | 3      | non partito | non partito |        |        |
| 100 m femminili          | Ezinne Okparaebo    | 11"32    | 3        | 11"45  | 4      |             |             |        |        |
| 100 m ostacoli femminili | Christina Vukicevic | 13"05    | 4        |        |        |             |             |        |        |

| Gara                   | Atleta                   | Tempo        | Posizione    |
| ---------------------- | ------------------------ | ------------ | ------------ |
| Marcia 20 km maschile  | Erik Tysse               | 1h 22'43"    | 21           |
| Marcia 50 km maschile  | Erik Tysse               | 3h 45'21"    | 5            |
| Marcia 50 km maschile  | Trond Nymark             | non concluso | non concluso |
| Maratona femminile     | Kirsten Melkevik Otterbu | 2h 34'35"    | 34           |
| Marcia 20 km femminile | Kjersti Plätzer          | 1h 27'07"    |              |

| Gara                            | Atleta              | Qualificazioni | Qualificazioni | Finale  | Finale |
| Gara                            | Atleta              | Misura         | Pos.           | Misura  | Pos.   |
| ------------------------------- | ------------------- | -------------- | -------------- | ------- | ------ |
| Lancio del giavellotto maschile | Andreas Thorkildsen | 79,85 m        | 9              | 90,57 m |        |

| Prova                  | Ida Marcussen | Ida Marcussen | Ida Marcussen |
| Prova                  | Risultato     | Punti         | Pos.          |
| ---------------------- | ------------- | ------------- | ------------- |
| 100 metri ostacoli     | 14"07         | 968           | 32            |
| Salto in alto          | 1,71 m        | 867           | 29            |
| Getto del peso         | 12,97 m       | 725           | 25            |
| 200 metri              | 25"02         | 885           | 26            |
| Salto in lungo         | 6,06 m        | 868           | 21            |
| Lancio del giavellotto | 47,37 m       | 809           | 9             |
| 800 metri              | 2'14"96       | 893           | 15            |
| Totale                 |               | 6015          | 21            |

## Beach volley

### Torneo maschile
La Norvegia è stata rappresentata dalla coppia formata da Jørre Kjemperud e Tarjei Skarlund.

#### Prima fase
| 9 agosto  | 23.00 | Klemperer - Koreng   | 2-1 (19-21, 22-20, 15-7) | Kjemperud - Skarlund | Beach Volleyball Ground |
| 11 agosto | 21:00 | Nummerdor - Schuil   | 2-1 (13-21, 21-15, 15-9) | Kjemperud - Skarlund | Beach Volleyball Ground |
| 13 agosto | 19:00 | Kjemperud - Skarlund | 0-2 (17-21, 13-21)       | Laciga M. - Schnider | Beach Volleyball Ground |

| posiz | squadra                          | G | W | P | Sv | Sp | Pf  | Ps  | Pts |
| ----- | -------------------------------- | - | - | - | -- | -- | --- | --- | --- |
| 1     | Nummerdor - Schuil (Paesi Bassi) | 3 | 3 | 0 | 6  | 1  | 133 | 106 | 6   |
| 2     | Laciga M. - Schnider (Svizzera)  | 3 | 2 | 1 | 4  | 2  | 113 | 102 | 5   |
| 3     | Klemperer - Koreng (Germania)    | 3 | 1 | 2 | 2  | 5  | 118 | 132 | 4   |
| 4     | Kjemperud - Skarlund (Norvegia)  | 3 | 0 | 3 | 2  | 6  | 123 | 147 | 3   |

### Torneo femminile
La Norvegia è stata rappresentata da due coppie: la prima formata da Nila Håkedal e Ingrid Tørlen, la seconda da Kathrine Maaseide e Susanne Glesnes.

#### Prima fase
Gruppo A
| 9 agosto  | 09.00 | Maaseide - Glesnes | 2-0 (24-22, 21-18)       | Van Breedam - Mouha | Beach Volleyball Ground |
| 11 agosto | 14:00 | Maaseide - Glesnes | 2-0 (21-11, 21-17)       | Kuhn - Schwer       | Beach Volleyball Ground |
| 13 agosto | 11:00 | Tian Jia - Wang    | 2-1 (17-21, 21-14, 15-8) | Maaseide - Glesnes  | Beach Volleyball Ground |

| posiz | squadra                       | G | W | P | Sv | Sp | Pf  | Ps  | Pts |
| ----- | ----------------------------- | - | - | - | -- | -- | --- | --- | --- |
| 1     | Tian Jia - Wang (Cina)        | 3 | 3 | 0 | 6  | 2  | 146 | 126 | 6   |
| 2     | Maaseide - Glesnes (Norvegia) | 3 | 2 | 1 | 5  | 2  | 130 | 121 | 5   |
| 3     | Van Breedam - Mouha (Belgio)  | 3 | 1 | 2 | 3  | 4  | 135 | 134 | 4   |
| 4     | Kuhn - Schwer (Svizzera)      | 3 | 0 | 3 | 0  | 6  | 93  | 126 | 3   |

Gruppo B
| 10 agosto | 14.00 | Hakedal - Torlen    | 0-2 (20-22, 19-21) | F. Grasset - Larrea Peraza | Beach Volleyball Ground |
| 12 agosto | 12:00 | Hakedal - Torlen    | 2-0 (21-8, 21-18)  | Teru Saiki - Kusuhara      | Beach Volleyball Ground |
| 14 agosto | 09:00 | Walsh - May-Treanor | 2-0 (21-12, 21-15) | Hakedal - Torlen           | Beach Volleyball Ground |

| posiz | squadra                           | G | W | P | Sv | Sp | Pf  | Ps  | Pts |
| ----- | --------------------------------- | - | - | - | -- | -- | --- | --- | --- |
| 1     | Walsh - May-Treanor (Stati Uniti) | 3 | 3 | 0 | 6  | 0  | 126 | 85  | 6   |
| 2     | F. Grasset - Larrea Peraza (Cuba) | 3 | 2 | 1 | 4  | 2  | 116 | 116 | 5   |
| 3     | Hakedal - Torlen (Norvegia)       | 3 | 1 | 2 | 2  | 4  | 108 | 111 | 4   |
| 4     | Teru Saiki - Kusuhara (Giappone)  | 3 | 0 | 3 | 0  | 6  | 88  | 126 | 3   |

Ripescaggi
| 14 agosto | 21.00 | Hakedal - Torlen | 2-1 (20-22, 21-12, 15-11) | Candelas - Garcia | Beach Volleyball Ground |

#### Seconda fase
| Ottavi di finale | Ottavi di finale | Ottavi di finale   | Ottavi di finale          | Ottavi di finale | Ottavi di finale        |
| ---------------- | ---------------- | ------------------ | ------------------------- | ---------------- | ----------------------- |
| 15 agosto        | 11.00            | Tian Jia - Wang    | 2-0 (21-13, 21-15)        | Hakedal - Torlen | Beach Volleyball Ground |
| 15 agosto        | 20.00            | Maaseide - Glesnes | 1-2 (21-12, 19-21, 13-15) | Talita - Renata  | Beach Volleyball Ground |

## Calcio

### Torneo femminile

#### Squadra
| N. | Pos. | Giocatore                    | Data nascita (età)         | Pres. | Reti | Squadra              |
| -- | ---- | ---------------------------- | -------------------------- | ----- | ---- | -------------------- |
| 1  | P    | Erika Skarbø                 | 12 giugno 1987 (21 anni)   | 7     | 0    | Arna-Bjørnar         |
| 2  | D    | Ane Stangeland Horpestad (c) | 2 giugno 1980 (28 anni)    | 100   | 5    | Klepp                |
| 3  | D    | Gunhild Følstad              | 3 novembre 1981 (26 anni)  | 69    | 1    | Trondheims-Ørn       |
| 4  | C    | Ingvild Stensland            | 3 agosto 1981 (27 anni)    | 68    | 2    | Kopparbergs/Göteborg |
| 5  | D    | Siri Nordby                  | 4 agosto 1978 (30 anni)    | 38    | 1    | Røa                  |
| 6  | C    | Marie Knutsen                | 31 agosto 1982 (25 anni)   | 48    | 5    | Røa                  |
| 7  | D    | Trine Rønning                | 14 giugno 1982 (26 anni)   | 83    | 15   | Kolbotn              |
| 8  | A    | Solveig Gulbrandsen          | 12 gennaio 1981 (27 anni)  | 121   | 39   | Kolbotn              |
| 9  | A    | Isabell Herlovsen            | 23 giugno 1988 (20 anni)   | 35    | 5    | Kolbotn              |
| 10 | A    | Melissa Wiik                 | 7 febbraio 1985 (23 anni)  | 30    | 12   | Asker                |
| 11 | A    | Leni Larsen Kaurin           | 21 marzo 1981 (27 anni)    | 44    | 3    | Turbine Potsdam      |
| 12 | D    | Marit Fiane Christensen      | 11 dicembre 1980 (27 anni) | 58    | 7    | Røa                  |
| 13 | C    | Lene Storløkken              | 20 giugno 1981 (27 anni)   | 34    | 5    | Team Strømmen        |
| 14 | A    | Guro Knutsen                 | 10 gennaio 1985 (23 anni)  | 8     | 1    | Røa                  |
| 15 | D    | Marita Skammelsrud Lund      | 29 gennaio 1989 (19 anni)  | 7     | 0    | Team Strømmen        |
| 16 | A    | Elise Thorsnes               | 14 agosto 1988 (19 anni)   | 16    | 1    | Arna-Bjørnar         |
| 17 | A    | Lene Mykjåland               | 20 febbraio 1987 (21 anni) | 18    | 5    | Røa                  |
| 18 | P    | Christine Colombo Nilsen     | 30 aprile 1982 (26 anni)   | 5     | 0    | Kolbotn              |

#### Prima fase
| Arbitro: | Petignat |

|                          |           |  |
| Larsen Kaurin 2’ Wiik 4’ | Marcatori |  |

| Arbitro: | Alvarez |

|  |           |         |
|  | Marcatori | 8’ Wiik |

| Arbitro: | De Silva |

|             |           |                                                        |
| Knutsen 27’ | Marcatori | 31’ Kinga 51’ (aut.) Folstad 52’ Ōno 70’ Sawa 83’ Hara |

| Squadra       | P.ti | G | V | N | P | GF | GS | DR |
| ------------- | ---- | - | - | - | - | -- | -- | -- |
| Stati Uniti   | 6    | 3 | 2 | 0 | 1 | 5  | 2  | +3 |
| Norvegia      | 6    | 3 | 2 | 0 | 1 | 4  | 5  | -1 |
| Giappone      | 4    | 3 | 1 | 1 | 1 | 7  | 4  | +3 |
| Nuova Zelanda | 1    | 3 | 0 | 1 | 2 | 2  | 7  | -5 |

#### Seconda fase
Quarti di finale
| Arbitro: | Seitz |

|                       |           |                   |
| Daniela 44’ Marta 57’ | Marcatori | 83’ (rig.) Nordby |

## Canoa/kayak
| Gara          | Atleta             | Batterie | Batterie | Semifinali | Semifinali | Finale   | Finale |
| Gara          | Atleta             | Tempo    | Pos.     | Tempo      | Pos.       | Tempo    | Pos.   |
| ------------- | ------------------ | -------- | -------- | ---------- | ---------- | -------- | ------ |
| K1 500 metri  | Eirik Verås Larsen | 1'36"439 | 2        | 1'41"917   | 2          | 1'37"949 | 4      |
| K1 1000 metri | Eirik Verås Larsen | 3'29"043 | 1        |            |            | 3'27"342 |        |

## Canottaggio
| Gara    | Atleta     | Batterie | Batterie | Quarti/ Ripescaggi | Quarti/ Ripescaggi | Semifinali | Semifinali | Finale  | Finale |
| Gara    | Atleta     | Tempo    | Pos.     | Tempo              | Pos.               | Tempo      | Pos.       | Tempo   | Pos.   |
| ------- | ---------- | -------- | -------- | ------------------ | ------------------ | ---------- | ---------- | ------- | ------ |
| Singolo | Olaf Tufte | 7'20"20  | 1        | 6'53"59            | 1                  | 6'58"23    | 2          | 6'59"83 |        |

## Ciclismo

### BMX
| Gara         | Atleta              | Qualificazione | Qualificazione | Quarti | Quarti | Semifinali | Semifinali | Finale | Finale |
| Gara         | Atleta              | Tempo          | Pos.           | Punti  | Pos.   | Punti      | Pos.       | Tempo  | Pos.   |
| ------------ | ------------------- | -------------- | -------------- | ------ | ------ | ---------- | ---------- | ------ | ------ |
| BMX maschile | Sebastian Kartfjord | 38"668         | 30             | 19     | 28     |            |            |        |        |

### Su strada e Cross country
| Gara                     | Atleta                 | Tempo        | Posizione    |
| ------------------------ | ---------------------- | ------------ | ------------ |
| Corsa in linea maschile  | Kurt Asle Arvesen      | 6h 26'17"    | 32           |
| Corsa in linea maschile  | Edvald Boasson Hagen   | 6h 36'48"    | 71           |
| Corsa in linea maschile  | Lars Petter Nordhaug   | non concluso | non concluso |
| Corsa in linea maschile  | Gabriel Rasch          | non concluso | non concluso |
| Corsa in linea femminile | Anita Valen de Vries   | 3h 33'17"    | 26           |
| Cross country femminile  | Lene Byberg            | 1h 53'19"    | 13           |
| Cross country femminile  | Gunn-Rita Dahle Flesjå | non concluso | non concluso |

## Equitazione
| Gara        | Atleta                                                         | Cavallo   | Qualificazioni | Qualificazioni | Qualificazioni | Qualificazioni | Qualificazioni | Qualificazioni | Finale      | Finale      | Finale      | Finale      | Finale      | Finale      |
| Gara        | Atleta                                                         | Cavallo   | Turno 1        | Turno 1        | Turno 2        | Turno 2        | Turno 3        | Turno 3        | Turno A     | Turno A     | Turno B     | Turno B     | Totale      | Totale      |
| Gara        | Atleta                                                         | Cavallo   | Pen.           | Pos.           | Pen.           | Pos.           | Pen.           | Pos.           | Pen.        | Pos.        | Pen.        | Pos.        | Pen.        | Pos.        |
| ----------- | -------------------------------------------------------------- | --------- | -------------- | -------------- | -------------- | -------------- | -------------- | -------------- | ----------- | ----------- | ----------- | ----------- | ----------- | ----------- |
| Individuale | Morten Djupvik                                                 | Casino    | 1              | 14             | 12             | 33             | 4              | 23             | 4           | 11          | 4           | 7           | 8           | 10          |
| Individuale | Stein Endresen                                                 | Le Beau   | 0              | 1              | 4              | 8              | 12             | 18             | 0           | 1           | 16          | 18          | 16          | 16          |
| Individuale | Geir Gulliksen                                                 | L'Espoir  | 13             | 65             | 12             | 51             |                |                |             |             |             |             |             |             |
| Individuale | Tony André Hansen                                              | Camiro 19 | 1              | 14             | 1              | 4              | 1              | 1              | abbandonato | abbandonato | abbandonato | abbandonato | abbandonato | abbandonato |
| Squadre     | Morten Djupvik Stein Endresen Geir Gulliksen Tony André Hansen | v. sopra  |                |                |                |                |                |                | 28          | 10          |             |             |             |             |

## Lotta
| Gara  | Atleta           | Tabellone principale | Tabellone principale                       | Tabellone principale | Tabellone principale | Tabellone principale | Ripescaggi | Ripescaggi | Ripescaggi |
| Gara  | Atleta           | Sedicesimi           | Ottavi                                     | Quarti               | Semifinali           | Finale               | Quarti     | Semifinali | Finale     |
| ----- | ---------------- | -------------------- | ------------------------------------------ | -------------------- | -------------------- | -------------------- | ---------- | ---------- | ---------- |
| 60 kg | Stig Andre Berge | bye                  | Nurbakyt Tengizbayev (Kazakistan) 0-3, 0-3 |                      |                      |                      |            |            |            |

## Nuoto
| Gara               | Atleta             | Batterie | Batterie | Semifinali | Semifinali | Finale | Finale |
| Gara               | Atleta             | Tempo    | Pos.     | Tempo      | Pos.       | Tempo  | Pos.   |
| ------------------ | ------------------ | -------- | -------- | ---------- | ---------- | ------ | ------ |
| 200 m stile libero | Gard Kvale         | 1'48"73  | 27       |            |            |        |        |
| 400 m stile libero | Gard Kvale         |          |          | 3'50"47    | 26         |        |        |
| 100 m rana         | Alexander Dale Oen | 59"41    | 1        | 59"16      | 1          | 59"20  |        |
| 200 m rana         | Alexander Dale Oen | 2'11"30  | 17       |            |            |        |        |
| 200 m misti        | Gard Kvale         | 2'01"52  | 25       |            |            |        |        |

| Gara           | Atleta          | Batterie | Batterie | Semifinali | Semifinali | Finale  | Finale |
| Gara           | Atleta          | Tempo    | Pos.     | Tempo      | Pos.       | Tempo   | Pos.   |
| -------------- | --------------- | -------- | -------- | ---------- | ---------- | ------- | ------ |
| 200 m rana     | Sara Nordenstam | 2'24"47  | 4        | 2'23"79    | 4          | 2'23"02 |        |
| 100 m farfalla | Ingvild Snildal | 59"86    | 27       |            |            |         |        |
| 200 m farfalla | Ingvild Snildal | 2'14"53  | 33       |            |            |         |        |
| 200 m misti    | Sara Nordenstam | 2'15"13  | 23       |            |            |         |        |
| 400 m misti    | Sara Nordenstam |          |          | 4'40"28    | 18         |         |        |

## Pallamano

### Torneo femminile
La nazionale norvegese si è qualificata per i Giochi vincendo il campionato europeo del 2006.

#### Squadra
La squadra era formata da:
- Kari Aalvik Grimsbø (portiere)
- Katja Nyberg (terzino sinistro)
- Ragnhild Aamodt (ala destra)
- Gøril Snorroeggen (terzino sinistro)
- Else-Marthe Sørlie Lybekk (pivot)
- Tonje Noestvold (terzino destro)
- Karoline Breivang (terzino destro)
- Kristine Lunde (terzino sinistro)
- Gro Hammerseng (centrale)
- Kari Johansen (ala sinistra)
- Marit Malm Frafjord (pivot)
- Tonje Larsen (terzino sinistro)
- Katrine Lunde Haraldsen (portiere)
- Linn-Kristin Riegelhuth (terzino destro)

#### Prima fase
| Arbitro: | Elmoamli, Shaban Ali |

|              |           |        |
| Hammerseng 7 | Marcatori | Li W 8 |

| Arbitro: | Liu S, Liu F |

|              |           |              |
| De Almeida 5 | Marcatori | Riegelhuth 6 |

| Arbitro: | Aires Menezes, Aparecido Pinto |

|                  |           |              |
| Lybekk, Nyberg 5 | Marcatori | Vassilyeva 6 |

| Arbitro: | Krstic, Ljubic |

|            |           |                      |
| Baudouin 6 | Marcatori | Nyberg, Riegelhuth 6 |

| Arbitro: | Chernega (RUS), Poladenko (RUS) |

|                    |           |                   |
| Johansen, Lybekk 4 | Marcatori | Amariei, Stanca 5 |

| Squadra       | Giocate | Vinte | Pareggiate | Perse | Gol fatti | Gol subiti | Differenza reti | Punti |
| ------------- | ------- | ----- | ---------- | ----- | --------- | ---------- | --------------- | ----- |
| 1. Norvegia   | 5       | 5     | 0          | 0     | 154       | 106        | +48             | 10    |
| 2. Romania    | 5       | 4     | 0          | 1     | 150       | 114        | +38             | 8     |
| 3. Cina       | 5       | 2     | 0          | 3     | 122       | 135        | -13             | 4     |
| 4. Francia    | 5       | 2     | 0          | 3     | 121       | 128        | -7              | 4     |
| 5. Kazakistan | 5       | 1     | 1          | 3     | 109       | 137        | -28             | 3     |
| 6. Angola     | 5       | 0     | 1          | 4     | 109       | 147        | -38             | 1     |

#### Seconda fase
Quarti di finale
| Arbitro: | Baum (POL), Goralczyk (POL) |

|                  |           |              |
| Larsen, Lybekk 6 | Marcatori | Torstenson 6 |

Semifinale
| Arbitro: | Breto, Huelin (ESP) |

|                        |           |        |
| Hammerseng, Johansen 6 | Marcatori | Moon 9 |

Finale
| Arbitro: | Bord (FRA), Buy (FRA) |

|              |           |            |
| Riegelhuth 9 | Marcatori | Bliznova 6 |

## Scherma
| Gara              | Atleta            | Turno 1                           | Sedicesimi                       | Ottavi | Quarti | Semifinali | Finale |
| ----------------- | ----------------- | --------------------------------- | -------------------------------- | ------ | ------ | ---------- | ------ |
| Spada individuale | Sturla Torkildsen | Wolfgang Mejías (Venezuela) 12-11 | Matteo Tagliariol (Italia) 10-15 |        |        |            |        |

## Sollevamento pesi
| Gara  | Atleta       | Strappo | Strappo | Slancio | Slancio | Totale | Posizione |
| Gara  | Atleta       | Ris.    | Pos.    | Ris.    | Pos.    | Totale | Posizione |
| ----- | ------------ | ------- | ------- | ------- | ------- | ------ | --------- |
| 63 kg | Ruth Kasirye | 103     | 4       | 121     | 8       | 224    | 7         |

## Taekwondo
| Gara   | Atleta       | Tabellone principale       | Tabellone principale         | Tabellone principale                 | Tabellone principale                     | Ripescaggi | Ripescaggi |
| Gara   | Atleta       | Ottavi                     | Quarti                       | Semifinali                           | Finale                                   | Semifinali | Finale     |
| ------ | ------------ | -------------------------- | ---------------------------- | ------------------------------------ | ---------------------------------------- | ---------- | ---------- |
| +67 kg | Nina Solheim | Noha Abd Rabo (Egitto) 9-3 | Che Chew Chan (Malaysia) 3-1 | Natália Falavigna (Brasile) 2(SUP)-2 | María del Rosario Espinoza (Messico) 1-3 |            |            |

## Tiro
| Gara                         | Atleta             | Qualificazioni | Qualificazioni | Finale    | Finale       | Finale |
| Gara                         | Atleta             | Punteggio      | Pos.           | Punteggio | Punt. totale | Pos.   |
| ---------------------------- | ------------------ | -------------- | -------------- | --------- | ------------ | ------ |
| Carabina 10 m aria compressa | Vebjørn Berg       | 592            | 22             |           |              |        |
| Carabina 10 m aria compressa | Are Hansen         | 592            | 19             |           |              |        |
| Carabina 50 m a terra        | Vebjørn Berg       | 596            | 3              | 103,1     | 699,1        | 4      |
| Carabina 50 m a terra        | Espen Berg-Knutsen | 594            | 11             |           |              |        |
| Carabina 50 m tre posizioni  | Vebjørn Berg       | 1172           | 5              | 94,5      | 1266,5       | 8      |
| Carabina 50 m tre posizioni  | Espen Berg-Knutsen | 1160           | 30             |           |              |        |
| Skeet                        | Tore Brovold       | 120            | 2              | 25 (+3)   | 145 (+3)     |        |
| Skeet                        | Harald Jensen      | 118            | 12             |           |              |        |

| Gara                         | Atleta                  | Qualificazioni | Qualificazioni | Finale    | Finale       | Finale |
| Gara                         | Atleta                  | Punteggio      | Pos.           | Punteggio | Punt. totale | Pos.   |
| ---------------------------- | ----------------------- | -------------- | -------------- | --------- | ------------ | ------ |
| Carabina 10 m aria compressa | Gyda Ellefsplass Olssen | 391            | 34             |           |              |        |
| Carabina 10 m aria compressa | Kristina Vestveit       | 395            | 14             |           |              |        |
| Carabina 50 m tre posizioni  | Gyda Ellefsplass Olssen | 575            | 27             |           |              |        |
| Carabina 50 m tre posizioni  | Kristina Vestveit       | 573            | 29             |           |              |        |

## Vela
| Gara                   | Atleta                                                   | Regata | Regata | Regata | Regata | Regata | Regata | Regata | Regata | Regata     | Regata     | Regata | Regata | Regata     | Regata     | Regata     | Regata | Punteggio | Pos. |
| Gara                   | Atleta                                                   | 1      | 2      | 3      | 4      | 5      | 6      | 7      | 8      | 9          | 10         | 11     | 12     | 13         | 14         | 15         | M      | Punteggio | Pos. |
| ---------------------- | -------------------------------------------------------- | ------ | ------ | ------ | ------ | ------ | ------ | ------ | ------ | ---------- | ---------- | ------ | ------ | ---------- | ---------- | ---------- | ------ | --------- | ---- |
| Windsurf femminile     | Jannicke Stålstrøm                                       | 7      | 28 DSQ | 2      | 12     | 9      | 10     | 15     | 13     | 21         | 18         |        |        |            |            |            |        | 117       | 15   |
| Laser maschile         | Kristian Ruth                                            | 10     | 11     | 17     | 10     | 3      | 8      | 13     | 21     | 38         | cancellata |        |        |            |            |            | 16     | 109       | 10   |
| Laser Radial femminile | Cathrine Gjerpen                                         | 26     | 27     | 24     | 27     | 23     | 28     | 23     | 27     | 25         | cancellata |        |        |            |            |            |        | 202       | 28   |
| Yngling                | Lise Birgitte Frederiksen Alexandra Koefoed Siren Sundby | 12     | 13     | 5      | 1      | 3      | 13     | 12     | 11     | cancellate | cancellate |        |        |            |            |            | 7      | 71        | 10   |
| Finn                   | Peer Moberg                                              | 23     | 27 DSQ | 11     | 19     | 22     | 1      | 27 DSQ | 4      |            |            |        |        |            |            |            |        | 107       | 19   |
| 49er                   | Frode Bovim Christopher Gundersen                        | 11     | 13     | 18     | 7      | 10     | 8      | 14     | 11     | 13         | 19         | 12     | 11     | cancellate | cancellate | cancellate |        | 128       | 13   |